# جيم هيلمر
جيم هيلمر (بالإنجليزية: Jim Helmer)‏ هو مدير فني أمريكي، ولد في عقد 1950.